# Un homme de trop
Un homme de trop is een Franse oorlogsfilm uit 1967 onder regie van Costa-Gavras.

## Verhaal
Tijdens de Tweede Wereldoorlog bevrijdt een verzetsbeweging onder leiding van Cazal twaalf ter dood veroordeelden in de Cevennen. Dan blijkt een van de veroordeelden een spion te zijn die in de ondergrondse wil infiltreren.

## Rolverdeling
| Acteur             | Personage     |
| ------------------ | ------------- |
| Charles Vanel      | Passevin      |
| Bruno Cremer       | Cazal         |
| Jean-Claude Brialy | Jean          |
| Michel Piccoli     | Dertiende man |
| Gérard Blain       | Thomas        |
| Claude Brasseur    | Groubec       |
| Jacques Perrin     | Kerk          |
| François Périer    | Moujon        |
| Claude Brosset     | Ouf           |
| Pierre Clémenti    | Lucian        |
| Michel Creton      | Solin         |
| Paolo Fratini      | Philippe      |
| Julie Dassin       | Meisje        |
| Nino Segurini      | Lecocq        |